# Elecciones estatales de Durango de 2018
Las elecciones estatales de Durango se realizaron el domingo 1 de julio de 2018, simultáneamente con las elecciones federales, y en ellas se renovaron los 25 diputados del Congreso del Estado, de los cuales 15 son electos por mayoría relativa y 10 por representación proporcional.

## Resultados electorales
|  | 25.62 % |

|  | 22.13 % |

|  | 16.23 % |

|  | 7.37 % |

|  | 4.54 % |

|  | 4.53 % |

|  | 4.40 % |

|  | 3.82 % |

|  | 2.54 % |

|  | 2.30 % |

|  | 1.89 % |

|  | 4.64 % |

|  | 100 % |